# Kicking the Germ Out of Germany
Kicking the Germ Out of Germany é um filme mudo em curta-metragem norte-americano de 1918, do gênero comédia, dirigido por Alfred J. Goulding e estrelado por Harold Lloyd. É considerado um filme perdido.

## Elenco
- Harold Lloyd - O Garoto
- Snub Pollard
- Bebe Daniels
- Lige Conley - (como Lige Cromley)
- Mildred Forbes
- William Gillespie
- Helen Gilmore
- Max Hamburger
- Estelle Harrison
- Lew Harvey
- Wallace Howe
- Bud Jamison
- Dee Lampton
- Oscar Larson

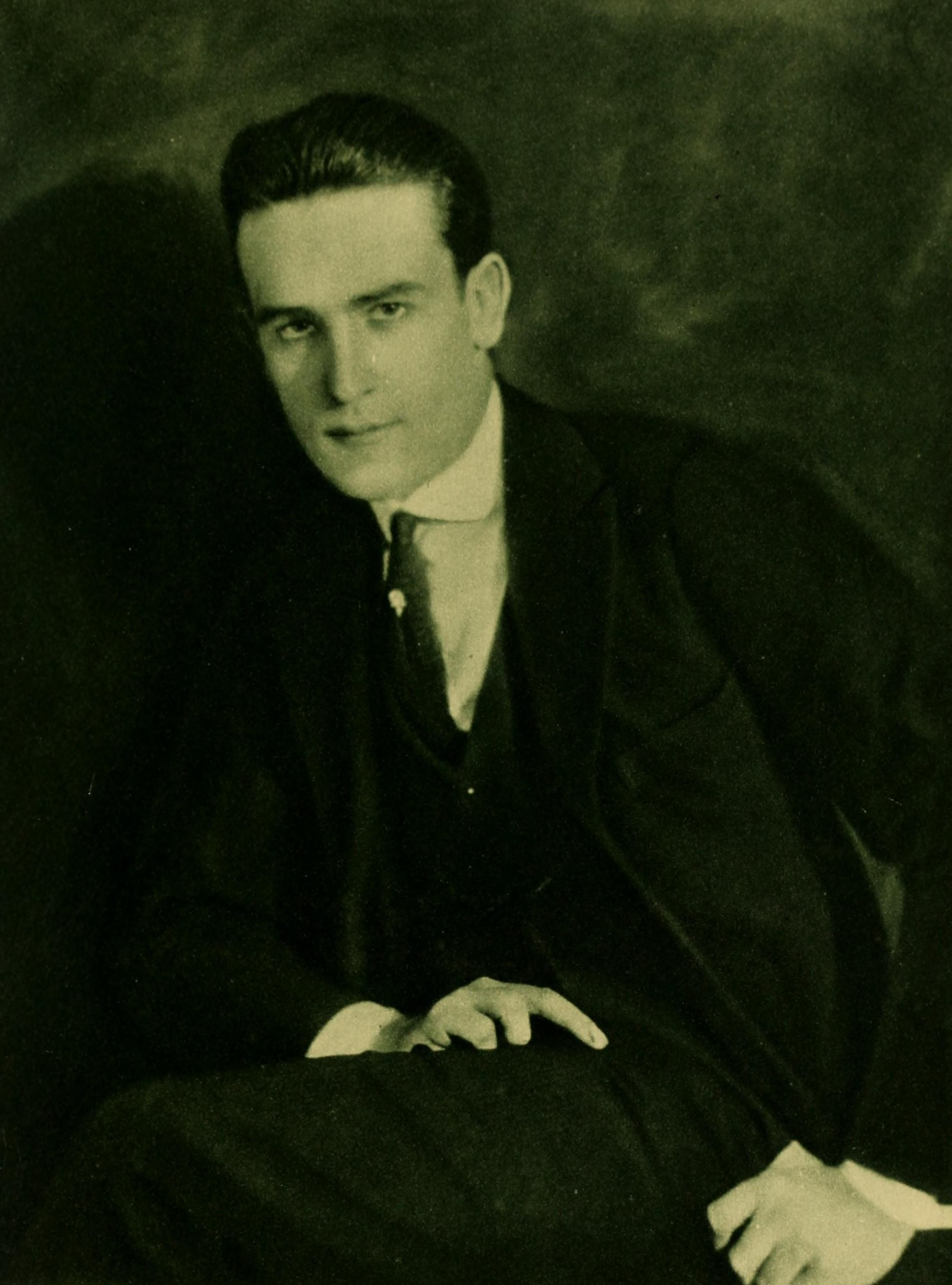
Harold Lloyd

- Maynard Laswell - (como M.A. Laswell)
- Grace Madden
- Belle Mitchell
- James Parrott
- Hazel Powell
- Charles Stevenson
- Myrtle Watson
- Noah Young